# Mad in Italy (programma televisivo)
Mad in Italy è stato un programma televisivo italiano di genere varietà, comico e musicale e spin-off di Made in Sud, andato in onda in prima serata su Rai 2 dal 29 gennaio al 26 febbraio 2024 con la conduzione del duo comico Gigi e Ross e la partecipazione di Elisabetta Gregoraci.

## Il programma
Il programma, nato come spin-off di Made in Sud, è condotto dal duo comico Gigi e Ross, con la partecipazione di  Elisabetta Gregoraci dall'Auditorium Rai di Napoli, realizzato dalla direzione intrattenimento prime time della Rai in collaborazione con Tunnel produzioni, curato da Danila Giarda e Tiziana Iemmo e prevede artisti comici conosciuti ed emergenti, provenienti da tutto il paese che si esibiscono in brevi sketch.

## Edizioni
| Edizione | Anno | Conduzione  | Conduzione           | Periodo         | Periodo          | Puntate | Regia             | Studio                   |
| Edizione | Anno | Conduzione  | Conduzione           | Inizio          | Fine             | Puntate | Regia             | Studio                   |
| -------- | ---- | ----------- | -------------------- | --------------- | ---------------- | ------- | ----------------- | ------------------------ |
| 1ª       | 2024 | Gigi e Ross | Elisabetta Gregoraci | 29 gennaio 2024 | 26 febbraio 2024 | 6       | Andrea Fantonelli | Auditorium Rai di Napoli |

## Puntate e ascolti

### Prima edizione (2024)
La prima edizione di Mad in Italy è andata in onda in prima serata su Rai 2 dal 29 gennaio al 26 febbraio 2024 per sei puntate con la conduzione del duo comico Gigi e Ross e con la partecipazione di Elisabetta Gregoraci.
| Puntata | Messa in onda    | Ascolti        | Ascolti | Ascolti |
| Puntata | Messa in onda    | Telespettatori | Share   | Fonte   |
| ------- | ---------------- | -------------- | ------- | ------- |
| 1       | 29 gennaio 2024  | 980 000        | 5,66%   | [ 9 ]   |
| 2       | 5 febbraio 2024  | 830 000        | 5,05%   | [ 10 ]  |
| 3       | 12 febbraio 2024 | 655 000        | 3,68%   | [ 11 ]  |
| 4       | 13 febbraio 2024 | 752 000        | 4,55%   | [ 12 ]  |
| 5       | 19 febbraio 2024 | 730 000        | 4,46%   | [ 13 ]  |
| 6       | 26 febbraio 2024 | 885 000        | 5,29%   | [ 14 ]  |
| Media   | Media            | 805 000        | 4,78%   |         |

## Audience
| Edizione | Rete televisiva | Anno | Stagione | Programmazione | Programmazione | Programmazione | Programmazione | Programmazione | Programmazione | Programmazione | Collocazione | Media auditel  | Media auditel | Premiere       | Premiere | Finale         | Finale |
| Edizione | Rete televisiva | Anno | Stagione | L              | M              | M              | G              | V              | S              | D              | Collocazione | Telespettatori | Share         | Telespettatori | Share    | Telespettatori | Share  |
| -------- | --------------- | ---- | -------- | -------------- | -------------- | -------------- | -------------- | -------------- | -------------- | -------------- | ------------ | -------------- | ------------- | -------------- | -------- | -------------- | ------ |
| 1ª       | Rai 2           | 2024 | inverno  |                |                |                |                |                |                |                | Prima serata | 805 000        | 4,78%         | 980 000        | 5,66%    | 885 000        | 5,29%  |

## Comici
- Sex and the Sud
- Andrea Paris
- Arteteca
- Vincenzo Albano
- Ciro Giustiniani
- Mino Abbacuccio
- Mariano Bruno
- Gianluca Giugliarelli
- Luce Pellicani
- Omar Pirovano
- Max Gallicani
- Laura Magni
- Marco Turano
- Pasquale Palma
- Gino Fastidio
- Alessandro Bolide
- Mariano Bruno
- Enzo e Sal
- Toti e Totino
- Quartetto C'era
- Paolo Conticini
- Leonardo Manera
- Matranga e Minafò
- Leonardo Fiaschi